# 1845 في السلفادور
فيما يلي قوائم الأحداث التي وقعت خلال عام 1845 في السلفادور.

## سياسة

### انتهاء فترة المنصب
- 15 فبراير – فرانسيسكو ماليسبين رئيس السلفادور.

## مواليد

### أكتوبر
- 24 أكتوبر – رافائيل أنطونيو غوتيريز سياسي سلفادوري.

## وفيات

### مارس
- 1 مارس – نيكولاس اسبينوزا (مواليد 1795)